# Senge Motomaro
Senge Motomaro (千家 元麿?   8 de junio de 1888-14 de marzo de 1948) fue un poeta japonés activo durante las eras Taishō y Shōwa de Japón.

## Biografía
Motomaro Senge nació en Tokio siendo el hijo más joven del gran sacerdote sintoísta de Izumo-taisha en la Prefectura Shimane, el cual fue también un miembro de la Cámara de los Pares. Motomaro fue un miembro del círculo literario Shirakaba ("Abedul Blanco"), y publicó muchos de sus poemas en su revista literaria. Excepto por sus poemas xenófobos escritos durante la Segunda Guerra Mundial, su poesía reflejaba la filosofía del humanismo con una perspectiva optimista del mundo. Fue un autor prolífico, publicando hasta 30 o 40 trabajos por mes. Sus poemas tienden hacia el minimalismo y describen escenas y acontecimientos diarios, sin recurrir a un sentimentalismo excesivo.
Su antología, Jibun wa mita (Vi, 1918), contiene el poema «Kuruma no oto» («Ruido de las carros»), el cual a menudo aparece en colecciones japonesas de poesía de la era Taisho. Su trabajo más largo, Mukashi no ie (Casa de hace mucho, 1929), es autobiográfico, describiendo su fondo aristocrático.